# Gody (Gody-Dobrowódka)
Gody (ukr. Годи) – dawna wieś, obecnie w granicach wsi Gody-Dobrowódka na Ukrainie w rejonie kołomyjskim obwodu iwanofrankiwskiego. Stanowi południową część wsi, na południowym brzegu rzeki Dobrowódka, w rejonie ulicy Hruszewskiego.

## Historia
Gody to dawniej samodzielna wieś, która w połowie XIX w. stanowiła odrębną w gminę jednostkową w Bezirk Kołomea Królestwa Galicji i Lodomerii (119 mieszkańców w 1854 roku). Od 1867 w powiecie kołomyjskim. Następnie gminę Gody znisiono i włączono ją do gminy Kamionka Mała, lecz 27 czerwca 1910 ponownie Gody wydzielono jako odrębną gminę.
W międzywojniu w II RP (395 mieszkańców w 1921 r.). 1 sierpnia 1934 r. w ramach reformy na podstawie ustawy scaleniowej weszła w skład nowej zbiorowej gminy Kołomyja w powiecie kołomyjskim w województwie stanisławowskim, gdzie we wrześniu 1934 utwotrzyła gromadę Gody.
Po II wojnie światowej włączona w struktury ZSRR, gdzie została połączona z Dobrowódką w jedną miejscowość Gody-Dobrowódka.